# ニフティ
ニフティ株式会社（英: NIFTY Corporation）は、東京都新宿区に本社を置き、インターネットサービスプロバイダを主力事業とする日本の企業。
ノジマの完全子会社である。

## 概要
日商岩井（NI）と富士通（F）の折半出資会社として発足した株式会社エヌ・アイ・エフを母体としている。設立当初はCompuServeと提携してニフティサーブの名称で商用のパソコン通信サービスを行ない、一時は日本で最大手のパソコン通信サービスであった。
その後のインターネットの普及に合わせて、インターネット接続サービスを軸とした事業に移行する。ダイヤルアップ接続やISDN回線が一般的な1999年2月末時点の会員数は約269万人で、国内インターネット接続事業者の中で最大規模であった。1999年3月に経営不振の日商岩井が所有株式を富士通に売却して富士通の全額出資子会社となった。11月に富士通のISP事業部門で会員数54万人のInfoWebと統合して、@niftyが誕生した。
パソコン通信サービスを開始した当初、CompuServeで確立されていた「フォーラム」というコミュニティを形成し、その運用をシスオペと呼ばれる管理者に委託していた。「フォーラム」は@niftyに統合後も続いたが利用者数は減少し、インターネットに移行したフォーラム（いわゆるWEBフォーラム）以外のパソコン通信によるフォーラムは2005年3月31日で終了し、2006年3月31日にすべてのパソコン通信サービスを終了した。残ったWEBフォーラムも2007年3月31日24:00にサービスを終了した。掲示板の閲覧は2007年6月28日15:00まで可能である。
また、経済産業省によって2023年度、2024年度の健康経営優良法人に認定されている。

## 沿革
- 1986年2月 - 日商岩井（現:双日）および富士通の出資によって、株式会社エヌ・アイ・エフとして東京都千代田区に設立。
- 1986年9月 - 商号をエヌ・アイ・エフ株式会社に変更。
- 1986年10月 - ワープロOASYSシリーズで「OASYS通信サービス」として試験運用開始。OAS01001からはじまるID番号を発給。2020年7月現在も有効。
- 1987年4月 - ニフティサーブを開始。
- 1991年4月 - 商号をニフティ株式会社に変更。本社を品川区の大森ベルポートに移転。
- 1999年3月 - 富士通の完全子会社となる[6]。
- 1999年11月 - 富士通のInfoWebをニフティサーブに統合し、@niftyを開始[7]。
- 2005年4月 - ベンチャー企業の投資育成を目的に、投資ファンド「WING」（投資事業有限責任組合GB-III）を設立。
- 2005年9月 - マーケティング分野の事業拡大を目的に富士通より株式会社ライフメディアの株式を取得し子会社化。
- 2006年12月 - 東京証券取引所第2部に上場。
- 2007年5月 - 企業内研究所としてニフティ研究所を新設。所長は友澤大輔。顧問は丸の内ブランドフォーラム代表の片平秀貴と一橋大学大学院准教授の阿久津聡が就いた。
- 2011年12月 - 本社を新宿区の新宿フロントスクエア内にある新宿フロントタワーに移転。
- 2012年5月 - 海外進出に必要な付随業務をプラットフォーム提供する目的で株式会社グロザスを株式会社産業革新機構と合弁で設立。クリニック・動物病院の診療に必要な各種の医療材料を小ロット・短納期で提供する株式会社プロミクロスを１００％子会社化。
- 2012年8月 - 「ニフティクラウド」で西日本リージョンを開設。
- 2012年10月 - 高速モバイル通信サービス「@nifty do LTE」を提供開始。小売業者向けにネットスーパーシステムを提供する株式会社ベクトルワンへ出資。
- 2013年10月 - 外出先からさまざまな宅内機器を安全・手軽に操作できる「スマートサーブ」を提供開始。株式会社電通と生活者参加型の地方特産品開発支援サービス「うまいもんプロデューサー」の全国版を提供開始。
- 2013年11月 - @nifty会員向けにデジタル機器をレンタルする「@niftyレンタルサービス」の提供を開始。
- 2014年4月 - 全国のスポーツクラブと連携して「@niftyスポーツクラブ」の提供を開始。
- 2014年11月 - LTE高速データ通信・音声通話対応のMVNOサービス「NifMo（ニフモ）の提供を開始」。
- 2016年6月 - 親会社の富士通が株式公開買付けを実施、96.74%の株式を取得[8]。
- 2016年7月 - 東京証券取引所第2部上場廃止。株式等売渡請求により富士通の完全子会社となる[9]。
- 2017年4月 - クラウド事業を中心とする富士通クラウドテクノロジーズ株式会社と、コンシューマ向け事業を中心とするニフティ株式会社に分社。ニフティ株式会社が株式会社ノジマの完全子会社となる。
- 2017年11月 - デイリーポータルZおよび東京カルチャーカルチャーを東急グループのISPであるイッツ・コミュニケーションズに事業譲渡[10]。
- 2021年3月1日 - フジ・メディア・ホールディングス傘下のディノス・セシール（現DINOS CORPORATION）からセシール事業を取得。中間持株会社ニフティ・セシール（2020年12月16日設立）傘下に新設分割されたセシール（2020年12月1日設立）を置く[11][12]。
- 2021年12月24日 - 子会社のニフティライフスタイルが東京証券取引所マザーズに上場[13]。

## 社名の由来
- 設立時の社名、株式会社エヌ・アイ・エフは、「ネットワーク・インフォメーション・フォーラム」の英語表記[注釈 1] の頭文字に由来する。
- ニフティサーブおよび改称後の社名のニフティとは、NIFに接辞語のtyをつけて、英語の「かっこいい」「粋な」という意味を持たせたものである。1941年当時、既にディズニーが作品でNiftyという英語本来の単語を使用している。

## 主なサービス

### @nifty
@nifty（アット・ニフティ）は、ニフティ株式会社が運営するインターネットサービスプロバイダである。子供向けのニフティキッズ（旧：キッズ@nifty）もある。
ウェブ検索はGoogleを使用。ニュース、株価、旅行、音楽、映画その他の情報サービスも提供している。2003年から2006年までは、毎年夏に「@nifty BBフェスタ」というイベントを東京・大阪・名古屋の3都市で開催していた。
2020年12月13日現在、アレクサランキングでの順位は、世界2498位、日本国内238位である。
- 1999年 - ニフティ株式会社のニフティサーブおよび富士通のInfowebが統合されサービス開始。プロバイダの経路はInfoWebのサービスを引き継いでいるため、ニフティのリモートホストはinfoweb.ne.jpであり、Infowebの名残を残すが、2017年、infoweb ドメイン終了。（一部会員では上流ネットワークの関係上、OCN に変更されている）
- 2006年03月 - Winnyなどファイル共有ソフトの帯域制限を告知。
- 2006年04月 - Winnyなどファイル共有ソフトの帯域制限を一部地域で開始[15]。
- 2007年07月 - ファイル共有ソフトの帯域制限の対象をほぼ全国に広げる。
- 2009年10月 - ライバル関係であるNECビッグローブとコンテンツの相互乗り入れを開始。

### NifMo
NTTコミュニケーションズがMVNEでNTTドコモのXi/LTEを使用するMVNOである。下り最大150Mbpsである。

### インターネット接続サービス（プロバイダー）
- @niftyひかり
- auひかり
- コミュファ光
- フレッツひかり
- ドコモ光
- ADSL

### モバイル接続サービス（プロバイダー）

#### @nifty MOBILE（YM）4G 定額3年
ワイモバイルの4Gを利用した、下り最大112.5Mbps/上り最大37.5Mbpsの定額データ通信サービス。2013年12月5日から提供開始。

#### @nifty WiMAX
UQコミュニケーションズのモバイルWiMAX網を利用した定額制及び準定額制データ通信サービス。 （2020年3月12日をもって新規申込受付を終了）

### @niftyメール

#### nifty.com形式
ドメインはnifty.comで、接続サービスを契約している会員向け。メールボックス容量3GBだったが、2007年6月4日のnifmail.jp形式の無料ウェブメールサービス開始とともに5GBに拡張された。nifmail.jp形式メールサービスは、2010年9月30日に廃止され再び有料サービスのみとなった。

### @niftyホームページサービス
2016年より運営を開始したホームページサービス。1999年から2016年11月まで運営していた旧ホームページサービス「@homepage」の後継に当たる。

### ココログ
@nifty会員・非会員共に利用できるブログサービス。
2003年12月2日サービス開始。Movable Typeを開発したシックス・アパート社が開発したTypePadというブログホスティングサービスのOEM。シックス・アパート社よりライセンス供与されておりニフティが運用している。
サービス普及のために様々な取り組みを行ったが、当初ブログは訳のわからないもので、お金も儲からないため、ブログを開設してくれる協力者は少なかった。試みの一環として、芸能人ブログとして眞鍋かをりが自身のブログ「眞鍋かをりのココだけの話」を開設（現在は閉鎖）。当時ニフティのコミュニティーサービス再興のための部署にいた清田いちるは、眞鍋がブレイクしたことをきかっけにブログが様々な媒体で取り上げられたこと、2004年8月に『週刊SPA!』でエロ系コンテンツを扱うブログ「エログ」が注目されたことで、日本でブログが広まったと述べている。また清田自身が個人ブログ「小鳥ピヨピヨ」を開始し、アクセスを伸ばした。
2007年8月8日に携帯デザイン（無料）を155種類リリースするなど、携帯向けサービスの拡充が図られている。

### InterPot（インターポット）
Javaで作られたオンラインコミュニケーションゲーム。うるまでるびがデザインを担当。チャットやらくがき機能でコミュニケーションを取れるほか、デンナ・モニターを使って自分の土地をホームページやブログに貼ることも可能。

### @nifty バックアップ
オンラインバックアップサービス。パソコンのデータバックアップを専用ツールにより、毎日自動で行うことができる。2010年7月に@nifty バックアップV2として、サービスリニューアルが行われた。

### @niftyフォン
050IP電話である。
- @niftyフォン-C:フレッツの接続、ソフトバンク・TOKAIのADSL接続に、NTTコミュニケーションズのVoIP基盤で提供される。
- @niftyフォン-F:フレッツ接続に、ぷららネットワークスのVoIP基盤で提供される。新規お申し込みの受け付けは、停止中。
- @niftyフォン-K:電力系通信事業者のADSL接続に提供される。KDDIのサービス提供終了に伴い、2016年6月30日をもって、サービス終了する[20]。

### ニフティキッズ
2002年に開設した子供向けポータルサイト。「ゲームランド」や「キッズなんでも相談コーナー」といったサービスがあり、夏には自由研究や読書感想文などの情報も提供される。

## ニフティから離れたサービス

### イッツ・コミュニケーションズへ事業譲渡
デイリーポータルZ
「オルタナ系ポータルサイト」を自称するインターネットコンテンツ。2002年10月提供開始。
2017年11月1日付で東京カルチャーカルチャーとともにイッツ・コミュニケーションズに事業譲渡。ただし、事業譲渡後約1年間は従前のURL「portal.nifty.com」を使用していた。
東京カルチャーカルチャー
「ネットとリアルをつなぐ」をコンセプトに運営される飲食店兼イベントスペース。通称「カルカル」。2007年開店。
当初はお台場（江東区青海）のパレットタウン内にあったが、2016年12月に渋谷区渋谷のcocotiへ移転した。

### 富士通クラウドテクノロジーズへ事業譲渡
正確には、分社前の旧ニフティが富士通クラウドテクノロジーズに会社名を変更したのであり、事業譲渡ではない。
ニフティクラウド
パブリック型クラウドコンピューティングサービス。ドメインはcloud.nifty.com。2010年1月開始。サービス提供開始以来、1,000社以上の導入実績。VMwareで仮想化されたサーバー資源を利用でき、短時間で利用／停止できるオンデマンド性や、時間単位の従量課金、国内データセンターなどが特長。現在は「ニフクラ」「NIFCLOUD」の呼称を使用。NIFTY Cloud
mBaaS
mBaaS（mobile backend as a Service）とは、スマートフォンアプリでよく利用される汎用的な機能をクラウドから提供するサービス。クラウド上に用意された機能をAPIで呼び出すだけで利用でき、サーバー開発・運用が不要。NIFTY Cloud mobile backend
シンプルVPN
低コストで導入できる拠点間接続やリモート接続用VPNサービス。レイヤー2VPN方式を採用。利用できるプロトコルやアプリケーションに制限がなく、ブロードキャスト通信も可能。シンプルVPN
ShaMo!
スマートフォンアプリで使える安価な法人用電話サービスとして2016年4月から提供開始。iOSとAndroid版が存在する。ShaMo!（シャモ）

## 終了したサービス
ニフティサーブ
1987年から2006年までニフティ株式会社が運営していたパソコン通信サービス。
@homepage
「@nifty」のISP接続会員向けに1999年から提供していた無料ホームページサービス。2016年11月10日15時をもって終了し、約12万件におよぶホームページが自動消滅した。後継サービスは「@niftyホームページサービス」。
@nifty do LTE
NTTドコモのFOMA/LTEを利用した定額データ通信サービス。2012年10月15日から提供開始。2015年3月31日を新規申し込み終了、2017年3月31日をもってサービスの提供を終了。
@nifty MOBILE（YM） LTE（@nifty EMOBILE LTE）
ワイモバイルのG4/LTEを利用した定額データ通信サービス。2014年2月28日をもって新規申込を終了。
@nifty Mobile BBイー・モバイルのEMモバイルブロードバンドを利用した定額制及び準定額制データ通信サービス。2014年11月30日、サービス終了。
@nifty Mobile PウィルコムのAIR-EDGEを利用した定額制データ通信サービス。2011年3月31日サービス終了。
nifmail.jp形式無料で使えるWebメールサービス。ドメインはnifmail.jp。2007年6月4日開始、2010年9月30日終了。メールボックス容量5GB。パソコンや携帯電話のブラウザを使ってメールを送受信することができた。メールアドレスの有効期限は最終ログインから120日 。サービス終了を発表後、メールデータ保存・移行のため、電子メールクライアントによる受信も可能となった 。
@nifty TimeLine（タイムライン）
2007年2月28日サービス開始。時間軸に沿った情報を登録できる年表型CGMサービス。Ruby on Railsで開発されている。2009年4月24日に『男はつらいよ』40周年公式サイトにて、@nifty TimeLineが使えるようになる。
2011年6月30日をもってサービス終了となった。
iREGi（アイレジ）
@niftyが提供する提携ECサイト上における収納代行・決済サービス。提携するECサイト（デジタルコンテンツ・ビーケーワンなど）で利用すると、@niftyのプロバイダ料金の請求先として登録しているクレジットカードに請求されるので、クレジットカード番号の漏洩抑止からセキュリティが高まる。ただし、クレジットカード以外の支払い方法の場合は利用不可・利用金額に上限がある。@nifty以外のプロバイダーを利用していても「@nifty無料会員（旧iREGi会員）」に入会し、クレジットカード番号を登録することでiREGiによる決済が利用できる。2010年9月30日にサービス終了した。
同種のサービスとしてはSo-netの「Smash」などがある。
アバウトミー
2007年5月17日サービス開始。オープン型のプロフィールサービス。複数のウェブサービスを集合させ、質問を通じたコミュニケーションが充実。ひとこと機能などもある。利用者は、@nifty会員のほか、livedoorID、はてなID、JugemKey、Typekey、OpenIDに対応。10分で作るRuby on Railsの動画で著名な増井雄一郎、NaCL、永和システムマネジメント社の協力を得て、Ruby on Railsで開発。2011年6月30日にサービス終了した。
アプラグ
ブログパーツサービス。ユーザーが自分でXMLを記述することでアプリを作成することも可能。また、それを利用することで他のブログパーツをまとめて管理することも可能。2011年5月31日にサービス終了した。
BuzzPulse（バズパルス）
クチコミマーケティングサービス。国内のブログに日々投稿される企業の商品やサービス・ブランド等の「クチコミ」の「評判」を分析するマーケティングツール。
サービスは大きく3つに分けられ、
- ブログ分析サービス（一部コンサルティング）
- ASP型ブログ集計サービス
- クチコミプロモーションサービス

がある。
時期は不明であるが、2012年2月現在はサービスが終了している。
デコゲット
携帯専用デコメールSNS。デコメール素材を投稿したり、コメントを付けて他人とデコメ素材を共有することが可能。3キャリアに対応している。
時期は不明であるが、2015年9月現在サービスが終了している。
ビデオ共有
動画共有サービス。投稿された動画に対して、ブログ投稿、マイクリップ登録、評価・コメント、ブログパーツ設定などの機能を利用できる。2011年6月30日にサービス終了した。

ニフニフ動画
動画コメント投稿サービス。YouTubeに投稿された動画にコメントを付けることが可能。2007年6月11日の時点でβ版だったが、2008年10月7日に運営を完全に終了した。
MOOCS音楽情報とソーシャル・ネットワーキング・サービス「MOOCS park」からなる音楽総合サイト

## テレビ番組
- 日経スペシャル ガイアの夜明け 揺れる仕事の現場（2008年2月26日、テレビ東京）[25] - 「ワークライフバランス」を取材。